# Łobcza (przystanek kolejowy)
Łobcza (biał. Лобча; ros. Лобча) – przystanek kolejowy w miejscowości Łobcza, w rejonie łuninieckim, w obwodzie brzeskim, na Białorusi. Leży na linii Homel - Łuniniec - Żabinka.